# Vegatrut
Vegatrut (Larus vegae) är en asiatisk fågel i familjen måsfåglar inom ordningen vadarfåglar. Den häckar i nordöstra Sibirien och övervintrar i östra Asien. Vid en handfull tillfällen har den påträffats i Europa. Vegatruten ansågs tidigare utgöra en del av gråtruten eller kanadatruten, men urskiljs vanligen som en egen art.

## Utseende
Vegatruten liknar gråtruten men är något mörkare grå ovan och ljusare än skiffertrut. Vintertid är huvudet kraftigt brunstreckat, framför allt på rygg och halssidor så att det formar ett halsband. De kan ofta förväxlas med skiffertrut, men vegatruten är ljusare grå ovan. Benen är vanligtvis tydligt rosa. Ögonfärgen varierar men tenderar att vara mörk med röd orbitalring. Näbben är gul med röd fläck. Fåglar i nordvästra delen av utbredningsområdet är blekare ovan och urskiljs ibland som en egen underart, birulai.
Den mycket lika mongoltruten är ofta mellangrå ovan likt birulai, men kan också vara mycket mörkare. Huvudet är huvudsakligen vitt året runt, med endast svaga streck vintertid. Benen är vanligtvis rosa och ögat blekt med röd orbitalring. 
Vegatrutar i första och andra vinterdräkt är mörkare än mongolicus, framför allt på hjässan. Nästan hela kroppen visar mörkbruna fläckar och streck. De liknar mycket mongoltruten men är mörkare. Näbben är nästan helt mörkgrå eller svart.

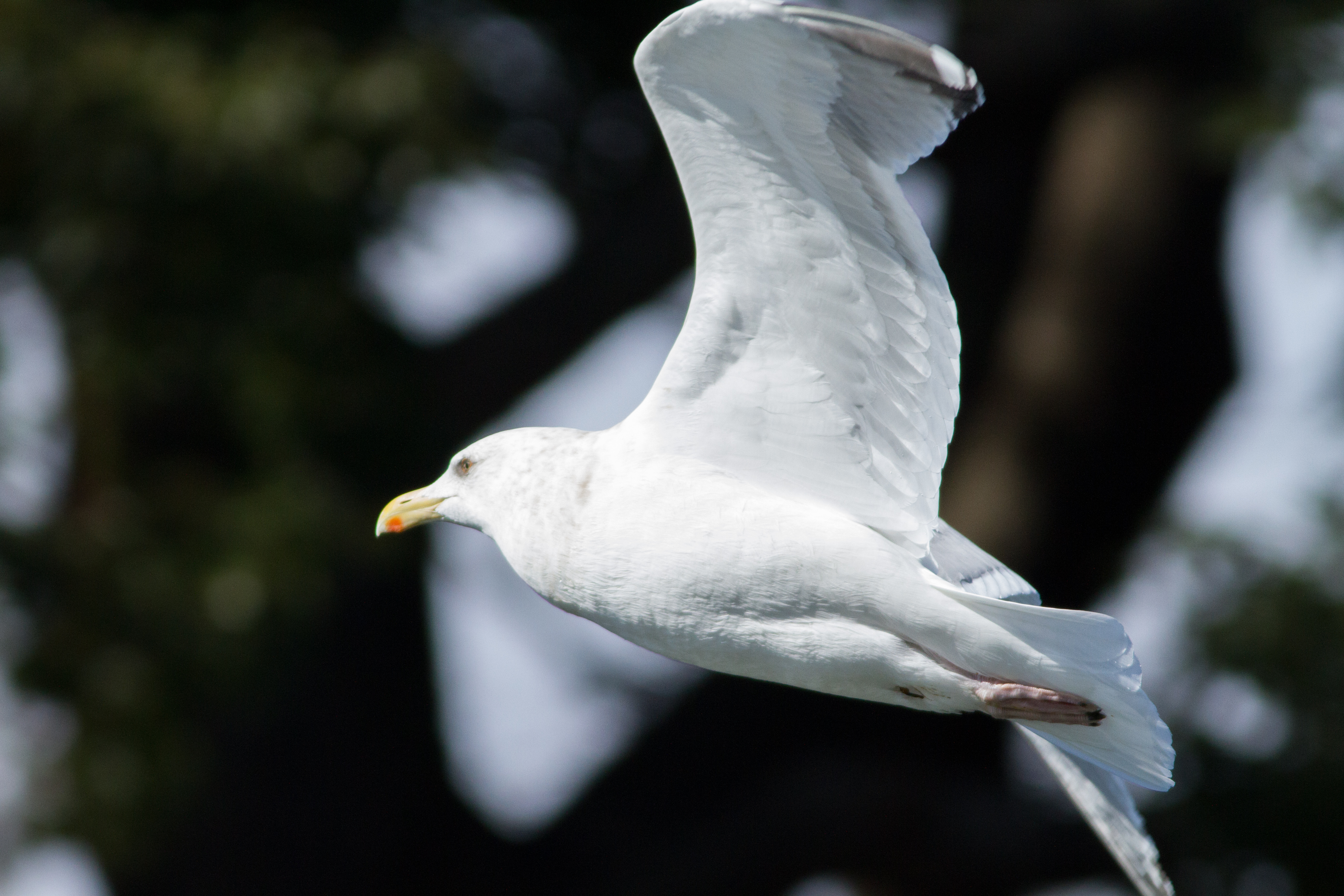

## Utbredning och levnadssätt
Vegatruten häckar i nordöstra Sibirien och övervintrar i Japan, Korea, södra och östra Kina samt Taiwan. De ses regelbundet på St. Lawrence Island och Nome, Alaska och kan eventuellt häcka där. Det finns också fynd från andra delar av västra Alaska, liksom Washington och Kalifornien. Arten är en mycket sällsynt gäst i Europa med tre fynd hittills: Wexford, Irland 10 januari 2016, Seine-et-Marne i Frankrike 17 november 2016 och 14 december 2021 vid Adriatiska havet i Marche, Italien. Vintertid ses de vanligtvis i hamnar, utmed klippiga kuster och vid flodmynningar, i Sydkorea i mindre utsträckning inåt landet än mongoltruten.

## Systematik och taxonomi
Tidigare kategoriserades vegatruten som underart till kanadatrut (L. smithsonianus) eller tillsammans med kanadatrut som underarter till gråtrut (L. argentatus). Mongoltruten (Larus mongolicus) har ansetts som en underart till vegatruten, men urskiljs sedan 2017 av Birdlife Sverige som en egen art. Anledningen är att genetiska studier visar att den kan ha uppstått antingen ur skiffertrut (L. schistisagus) eller vegatrut som expanderat österifrån och därefter isolerats. Den skiljer sig också åt utseendemässigt liksom i habitatval både där den häckar och där den övervintrar. Sedan 2024 urskiljer även tongivande IOC mongoltruten som egen art.

## Status och hot
Internationella naturvårdsunionen IUCN erkänner inte vegatruten som art, varför dess hotstatus inte bedöms.

## Namn
Fågelns svenska och vetenskapliga artnamn har den fått av namnet på Adolf Erik Nordenskiölds forskningsbåt Vega.